# Gran pentaquis dodecaedro estrellado
En geometría, el gran pentaquis dodecaedro estrellado (o gran astropentaquis dodecaedro) es un poliedro no convexo isoedral. Es el dual del gran icosaedro truncado. Tiene 60 caras triangulares que se cruzan entre sí.

## Proporciones

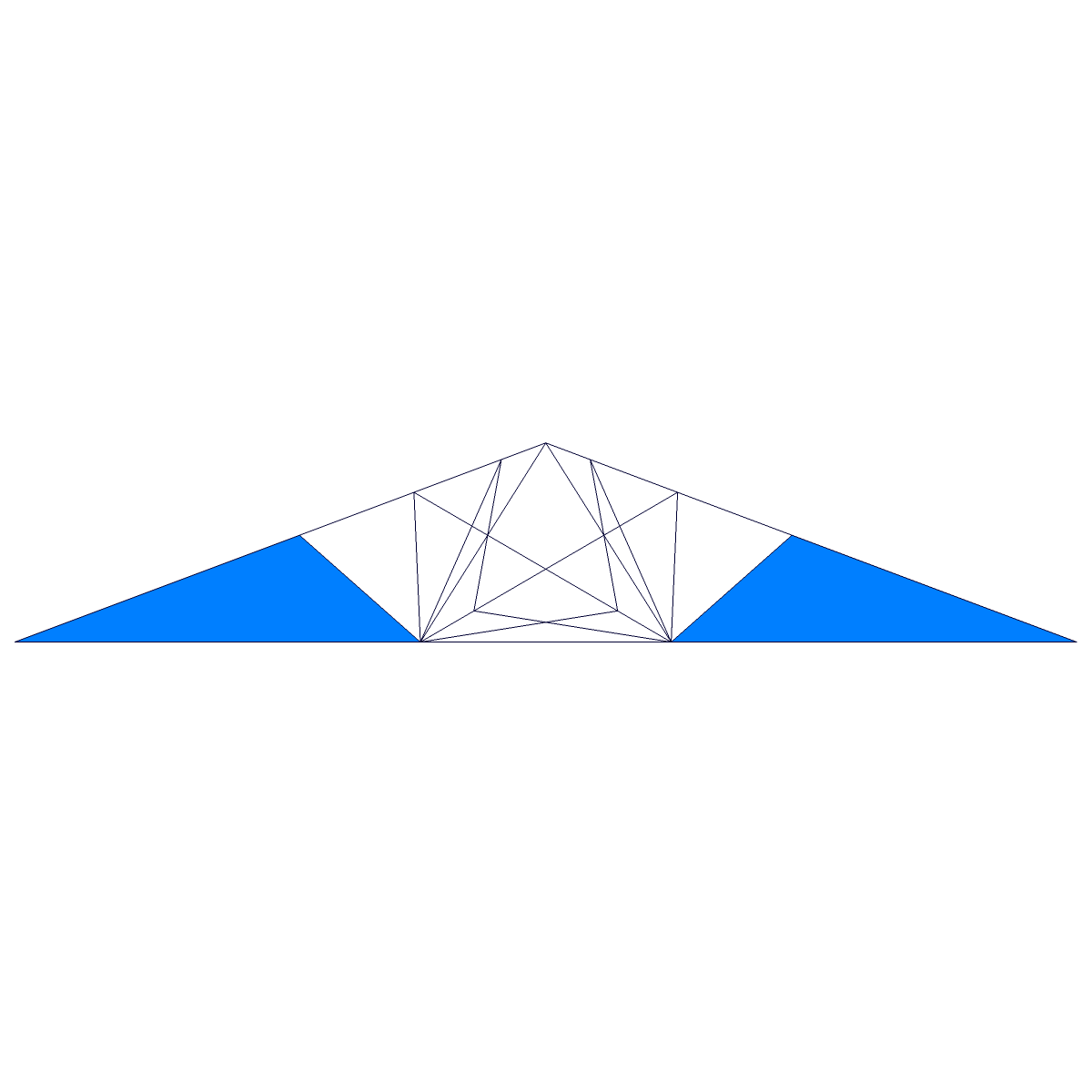
Forma de las caras

Los triángulos tienen un ángulo de {\displaystyle \arccos(-{\frac {7}{36}}-{\frac {1}{4}}{\sqrt {5}})\approx 138.891\,114\,686\,59^{\circ }} y dos de {\displaystyle \arccos({\frac {3}{4}}+{\frac {1}{12}}{\sqrt {5}})\approx 20.554\,442\,656\,71^{\circ }}. Su ángulo diedro es igual a {\displaystyle \arccos({\frac {-80+9{\sqrt {5}}}{109}})\approx 123.320\,065\,258\,47^{\circ }}. Parte de cada triángulo se encuentra dentro de la figura, por lo que no son totalmente visibles en los modelos sólidos.